# Gurahonc község
Gurahonc község (románul: Comuna Gurahonț) község Arad megyében, Romániában. Központja Gurahonc, beosztott falvai Boncafalva, Holdmézes, Honcér, Jószás, Körösfényes, Mosztafalva, Zarándpatak, Zombrád, Édeslak.

## Népessége
A 2011-es népszámlálás adatai alapján a község népessége 3973 fő volt.